# جوزيف دبليو. فينزيل
جوزيف دبليو. فينزيل (بالإنجليزية: Joseph W. Wenzel)‏ هو أكاديمي أمريكي، ولد في 1933.